# Lancer du javelot masculin aux championnats du monde d'athlétisme 2001
Navigation
Séville 1999 Paris 2003
L'épreuve du lancer du javelot masculin des championnats du monde d'athlétisme 2001 s'est déroulée les 10 et 12 août 2001 au stade du Commonwealth d'Edmonton, au Canada. Elle est remportée par le Tchèque Jan Železný.

## Résultats

### Finale
| Rang               | Athlète           | Pays        | Essais | Essais | Essais | Essais | Essais | Essais | Marque  | Notes |
| Rang               | Athlète           | Pays        | 1      | 2      | 3      | 4      | 5      | 6      | Marque  | Notes |
| ------------------ | ----------------- | ----------- | ------ | ------ | ------ | ------ | ------ | ------ | ------- | ----- |
| Médaille d'or      | Jan Železný       | Tchéquie    | 81.76  | 92.80  | 89.45  | X      | 87.28  | X      | 92.80 m | CR    |
| Médaille d'argent  | Aki Parviainen    | Finlande    | 91.31  | X      | X      | X      | X      | X      | 91.31 m |       |
| Médaille de bronze | Kostas Gatsioudis | Grèce       | X      | 88.39  | 87.54  | 89.95  | X      | X      | 89.95 m |       |
| 4                  | Breaux Greer      | États-Unis  | 87.00  | 85.61  | X      | X      | X      | X      | 87.00 m | PB    |
| 5                  | Raymond Hecht     | Allemagne   | 80.61  | 80.24  | 86.46  | X      | 81.59  | X      | 86.46 m |       |
| 6                  | Boris Henry       | Allemagne   | 80.70  | 85.52  | 84.52  | X      | 85.51  | 85.33  | 85.52 m |       |
| 7                  | Sergey Makarov    | Russie      | 83.64  | 78.59  | X      | X      | —      | —      | 83.64 m |       |
| 8                  | Ēriks Rags        | Lettonie    | 77.83  | 79.56  | 82.82  | X      | 79.66  | X      | 82.82 m |       |
| 9                  | Li Rongxiang      | Chine       | 79.98  | 81.80  | 81.70  |        |        |        | 81.80 m | SB    |
| 10                 | Alexandr Ivanov   | Russie      | X      | 78.85  | 80.56  |        |        |        | 80.56 m |       |
| 11                 | Voldemārs Lūsis   | Lettonie    | X      | X      | 79.70  |        |        |        | 79.70 m |       |
| 12                 | Mick Hill         | Royaume-Uni | 77.81  | X      | X      |        |        |        | 77.81 m |       |

## Légende
Records et Performances
- AR : Record continental (area record)
- CR : Record des championnats (championship record)
- MR : Record du meeting (meet record)
- NR : Record national (national record)
- OR : Record olympique (olympic record)
- PR : Record paralympique (paralympic record)
- PB : Record personnel (personal best)
- SB : Meilleure performance personnelle de la saison (season's best)
- WL : Meilleure performance mondiale de l'année (world leader)
- WJR : Record du monde junior (world junior record)
- WR : Record du monde (world record)

Circonstances et Conditions
- DNF : N'a pas terminé (did not finish)
- DNS : N'a pas pris le départ (did not start)
- DQ : Disqualification (disqualification)
- NM : Aucun essai valable enregistré (No Mark)
- Q : Qualifié « directement » au prochain tour (ou à la prochaine compétition), lors d'une compétition majeure, grâce au classement ou à la réalisation des minima (automatic qualifier)
- q : Qualifié au prochain tour (ou à la prochaine compétition), lors d'une compétition majeure, grâce au repêchage ou à la réalisation de l'une des meilleures performances parmi celles des « non qualifiés directement » (grâce au meilleur temps ou à la meilleure distance par exemple) (secondary qualifier)